# Kari S. Tikka
Kari Sulo Tikka, född 21 augusti 1944 i Lahtis i Finland, död 25 maj 2006 i Helsingfors, var en finsk juris doktor och professor i skatterätt vid Helsingfors universitet. Tikka var Finlands ledande skatteexpert och han framträdde ofta som expert i TV samt satt med i flera lagberedningsutskott.

## Karriär
Tikka hade en betydande inverkan på juristutbildningen i Finland samt utvecklandet av den finska skattelagstiftningen. Han var aktiv i internationella skatteorganisationer, bland andra IFA (International Fiscal Association).
Tikka har varit ordförande för Finlands Juristförbund och styrelseordförande för Universitets Apoteket (2001–2006).

## Död
Kari S. Tikka hittades död i sin bostad den 28 maj 2006. Polisutredningen kom fram till att han utsatts för brott. Vid polisens utredning fann man att han hade besökt nattklubben dtm (Don't Tell Mama), ett tillhåll för sexuella minoriteter, och på bevakningskamerorna såg man att han lämnade klubben med två yngre män. Den 29 maj grep Helsingforspolisen de två misstänkta, en 19-åring och en 23-åring, som härstammade från Ryssland respektive Estland och som länge hade bott i Finland. Den 9 juni erkände de gripna och motivet var att man ville råna honom. Polisen fann inte något som antydde på att mordet var kopplat till hans arbete.